# Stein Bagger
Stein Bagger (født 20. januar 1967), senere Steen Bech, Sten Hansen, Sten Stocazi, Sten Patrick og Sten Berggren, var direktør for it-selskabet IT Factory. Den 16. december 2008 erklærede han sig skyldig i bedrageri og dokumentfalsk og blev den 12. juni 2009 idømt syv års ubetinget fængsel for at have svindlet for 831 millioner kroner. Der var tale om en såkaldt leasingkarrusel: leasingkontrakter, der dækkede ikke-eksisterende leverancer af hardware og software, blev af banker og leasingfirmaer taget for gode varer, hvorefter IT Factory kunne optage lån med sikkerhed i de falske ordrer. Stein Bagger blev prøveløsladt i marts 2014 efter at have siddet i fængsel i næsten fem år.

## Baggrund
Stein Bagger blev født den 20. januar 1967 på Frederiksberg. Hans far er forfatter og journalist Rolf Bagger, som blev skilt fra moderen, da Stein var et år gammel. Far og søn har ikke siden haft kontakt med hinanden.
Stein Bagger har en bror, Trym Bagger, som driver et hotel i Spanien. Stein Bagger er vokset op i Frederiksværk, hvor moderen, journalist og forfatter Mia Bagger, bor.
Han gik i Kregme kommuneskole (1973-1981) og var smedelærling på Stålvalseværket (1981-1984).[kilde mangler]
Bagger stillede som 18-årig op til sin første bodybuilderkonkurrence og blev nummer tre.
Han arbejdede som 'aktivitetsguide' på Tenerife og Mallorca for Spies Rejser, samtidig med at han arbejdede som professionel bodybuilder 1984-1991.
Stein Baggers første kone var Martina S. Bagger fra Sverige. Sammen har de Olivia, født i 1999.
Stein og Martina gik fra hinanden fire år efter. Hun fortsatte som smykkedesigner med firmaet La Chance by M.O.S.
Hans anden kone er tidligere ejendomsmægler i København for ejendomsmæglerkæden Home Anette Uttenthal (født 10. september 1964). (2003-2010).[kilde mangler]

### Uddannelse
Stein Bagger pyntede sig med lånte fjer, når han omtalte sin uddannelse. Til Dagbladet Børsen udtalte han i 2002, at han havde en MBA (Master of Business Administration) fra Edingburgh Business School, men Jyllands-Posten kunne i december 2008 fortælle, at det ikke stemte. Bagger havde kun været tilmeldt studiet, men aldrig færdiggjort det.
I september 2008 bragte Computerworld i særnummeret Top-100 et længere interview med Stein Bagger, hvori han fortalte, at han havde en bachelorgrad i regnskab og økonomi foruden en MBA og en ph.d. i International Business.
Til journalist Dorte Toft, der undersøgte rigtigheden heraf, fortalte han, at både MBA'en og ph.d.'en var fra San Francisco Technical University. Det amerikanske universitet havde markedsført sig på nettet med fjernundervisning, uden dog at være et akkrediteret universitet. Der var tale om en slags postordre-eksamensbeviser (Diploma Mill). Stein Bagger hævdede, at årsagen til, at universitetet ikke længere kunne identificeres, var, at det var fusioneret med San Francisco State University. Det afviste universitetet.
Stein Bagger havde imidlertid instrueret en amerikansk kunstner bosat i Danmark til at lade som om, hun var telefonreceptionist ved San Francisco State University for at føre journalisten Dorte Toft bag lyset. Vicky Lang havde indstuderet et manuskript udleveret af Stein Bagger og skulle ved telefonopkald fra journalisten bekræfte, at Stein Bagger havde en MBA og en ph.d. fra universitetet. Dorte Toft afslog at ringe. Forsøget på at snyde hende blev afsløret af TV2. Over for Vicki Lang havde Stein Bagger forklaret, at den konstruerede telefonsamtale var et led i uddannelsen af receptionister..

## Forretningsmæssig karriere
- Bagger var med til at oprette Frederiksværk Motionscenter. Gik på få år fra letvægt til let sværvægt, en forøgelse af muskelmassen med 20 kilo – noget, som ifølge branchefolk ikke er muligt uden at bruge doping eller anabolske steroider[8].
- Åbnede som 25-årig en række selskaber inden for helsekost og it-produkter. Firmaerne blev opløst eller gik konkurs på stribe. Sammen med kødgrossisten og forretningsmanden Eric Larsen stiftede han i begyndelsen af halvfemserne firmaet Danish Pro Products ApS, der solgte bodybuilder-produkter i de danske fitnesscentre. Varerne måtte ikke sælges i Danmark, da de ikke var korrekt fortoldede (1992)[8].
- Medstifter og administrerende direktør for selskabet ARC (1991-93). [kilde mangler]
- Medstifter af konsulentvirksomheden Future Quality Systems (1993-97). Selskabet blev afviklet i 1997. [kilde mangler]
- Medstifter og direktør for MasterFrame (1995-2003). [18]:CVR 11770444
- Administrerende direktør for IT Factory (2003-08). [18]
- I marts 2023 rapporterede JyllandsPosten, at Lars Kolind havde samarbejdet med Stein Bagger for at øge værdien af Jacob Jensen Design.[19][20]

### Første fupnummer
Danske Bank blev snydt, da en kundechef/ledende medarbejder skrev under som vitterlighedsvidne på en leasingkontrakt underskrevet af Asger Jensby.[kilde mangler] Asger Jensby var ikke til stede. Derudover udarbejdede Danske Banks egen corporate finance-afdeling, Danske Markets, efter en grundig undersøgelse en værdiansættelsesrapport, hvor IT Factory blev værdiansat til omkring 8 milliarder kroner.
Stein Bagger samarbejdede med svenskerne Mikael Ljungman og Carl Freer, som begge var dømt for kriminalitet.

### Andet fupnummer
Stein Bagger gjorde brug af reputation management for at nedtone dårlig omtale på internettet i forbindelse med en sag om snyd med momsafgift på luksusbiler.

## Flugt
I slutningen af november 2008 var Stein Bagger på en kombineret forretnings- og fornøjelsesrejse til Dubai sammen med sin kone, Anette Uttenthal, og IT Factorys medejer Peter Sølbeck og dennes kone, Anne Mette Sølbeck.
I ørkenstaten boede de på luksushotellet Burj Al Arab Imens de var i Dubai, passede Stein Baggers ven og ejer af vagtfirmaet BS Consultancy, HA-rockeren Brian Sandberg, på deres luksuslejlighed i Tuborg Havn..
Den 1. december 2008 gik IT Factory konkurs som følge af Baggers dispositioner med falske leasingaftaler. Danske Bank var med 350 millioner kroner den blandt de kreditorer, som tabte mest på kollapset af IT Factory.[kilde mangler]
Stein Bagger blev meldt savnet via Interpol af sin hustru Anette Uttenthal.
Han blev mistænkt for bedrageri, mens han var direktør for IT Factory, og den 4. december 2008 blev han sigtet in absentia ved Retten i Lyngby for bedrageri og dokumentfalsk af særlig grov karakter for op imod en milliard kroner. Fra Abu Dhabi, hvortil han var flygtet fra Dubai, fløj Stein Bagger til New York, hvorfra han i en Audi A8, lånt af den svenske forretningsmand Mikael Ljungman, kørte til Los Angeles. Her meldte han sig på den nærmeste politistation om aftenen den 6. december 2008.
Den 16. december 2008 ankom han til Kastrup i et fly fra Delta Air Lines og erklærede sig samme dag ved Retten i Lyngby skyldig i bedrageri og dokumentfalsk.
.

## Bøger om Bagger
- Andersen, Stig og Ove, Erik: Stein Bagger & inderkredsen – Hele historien, Forlaget People’s Press, København 2009.
- Elkjær, Bo m.fl.: Fantasten – Fra hippiebarn til storsvindler, Ekstra Bladets Forlag, København 2009.
- Hansen, Kristian: Fupfabrikken, forlaget Myll, Kibæk 2009.
- Toft, Dorte og Tüchsen, Henrik: Bedrag – Om IT Factory, grådighed og magtsyge, Forlaget Gyldendal Business, København 2009.
- Udsen, Sanne: Stein og drømmefabrikken, Børsens Forlag, København 2009.

## Priser
- Kåret af Dagbladet Børsen til "Dygtigste af de 200 bedste i it-branchen herhjemme", september 2008.[32]
- Kåret af Computerworld til "Danmarks dygtigste it-virksomhed", september 2008.[13]
- Ernst & Young's vækstskaberkonkurrence "Entrepreneur Of The Year", 29. oktober 2008.[33]